# Chapadmalal

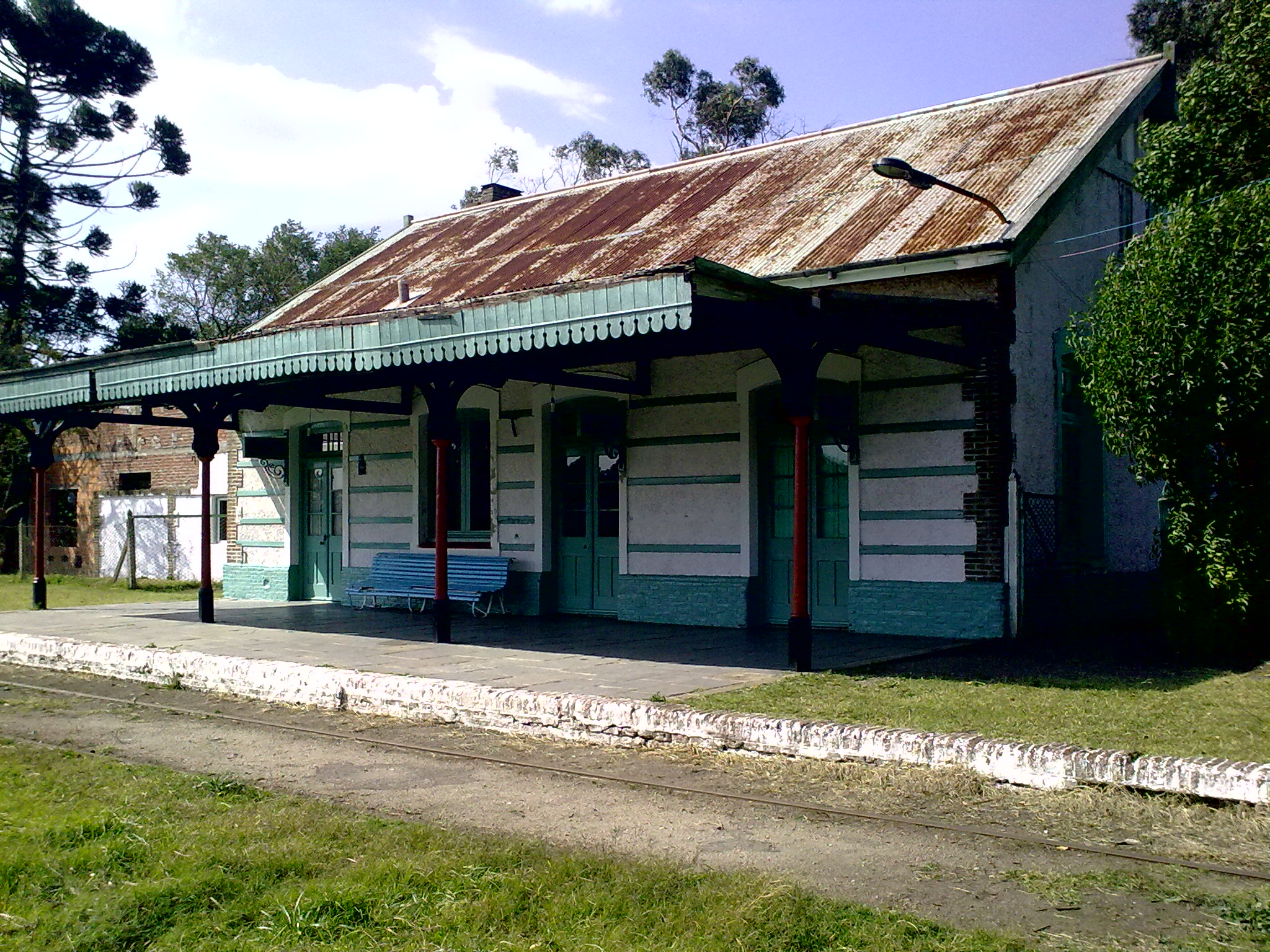
station

Chapadmalal is een plaats in het Argentijnse bestuurlijke gebied General Pueyrredón in de provincie Buenos Aires. De plaats telt 1.971 inwoners.